# Bessines-sur-Gartempe
Bessines-sur-Gartempe ist eine französische Gemeinde im Arrondissement Bellac, im Département Haute-Vienne und in der Region Nouvelle-Aquitaine. Sie liegt 35 km nördlich von Limoges im Vallée le la Gartempe. Im 18. Jahrhundert wuchs die Einwohnerzahl von 1500 auf 2000. Aktuell hat Bessines 2739 Einwohner (Stand 1. Januar 2022).
Zu Bessines-sur-Gartempe gehört auch der Ortsteil Morterolles mit einer dreistelligen Einwohnerzahl.

## Wappen
Beschreibung: In Grün eine nach rechts sehende geflügelte goldene Sphinx.

## Geschichte
Bessines war seit Ende der 1940er Jahre ein Zentrum der französischen Urangewinnung. Im Bereich des ehemaligen Bergwerks befindet sich heute ein Museum.

## Bevölkerungsentwicklung
| 1962 | 1968 | 1975 | 1982 | 1990 | 1999 | 2005 |
| ---- | ---- | ---- | ---- | ---- | ---- | ---- |
| 3339 | 3417 | 2982 | 3011 | 2988 | 2743 | 2885 |

## Verkehr
Die Ortschaft hat einen Autobahnanschluss an der A20.

## Sehenswürdigkeiten
- Kirche Saint-Léger
- Musée de la Mine Urêka: Das 2013 eröffnete interaktive Bergbaumuseum liegt nördlich der Gemeinde an der D220.

## Persönlichkeiten
- Suzanne Valadon (1865–1938), Malerin
- Marcel Sigrist (1940–2024), Dominikaner und Assyriologe